# Миколаївська обласна організація Національної спілки художників України
Микола́ївська обласна́ організа́ція Націона́льної спі́лки худо́жників Украї́ни (МООНСХУ) — творча громадська організація українських художників і мистецтвознавців Миколаєва та Миколаївщини, заснована у 1970 році. Є структурним підрозділом Національної спілки художників України, розташована в місті Миколаєві.

## Історія створення
У 1951 році художники Миколаєва були об'єднані в обласну організацію товариства художників «Укоопхудожник». Правління товариства художників знаходилося в будівлі за адресою вулиця Потьомкінська, 69. Згодом приміщення використовувалася як виставковий зал товариства художників, розміщений в старовинній будівлі готичного стилю.
Колектив художників займався виконанням виробничих замовлень на оформлення міста і області, виготовленням портретів і плакатів, а також активно творчо працював. Перша виставка творчих робіт була організована в 1954 році на честь святкування «300-річчя возз'єднання України з Росією». Виставка відбулася в будівлі міської філармонії (наразі будівля знищена).
У 1964 році товариство художників увійшло до системи Художнього фонду України і стало називатися «Миколаївські художньо-виробничі майстерні Художнього фонду України». Утворилася творча секція колективу художників, в яку увійшли активно працюючі художники: Володимир Фірсов, Володимир Зізда, Анатолій Завгородній, Марк Дольник, Віталій Золотухін, Борис Задвицький, Олег Здиховський, Павло Івановський та інші.
Щороку влаштовувалися творчі виставки, на яких відображалося життя і побут корабелів, хліборобів, будівельників і інтелігенції області, висвітлювалися історія краю, подвиги радянського народу в роки Другої світової війни.
Ідея створення організації Спілки художників виникла в 1966 році. Згідно статуту Національної спілки художників, для утворення організації (структурного підрозділу) потрібно було, щоб щонайменше одинадцять членів міської організації мали членство в національній, а у той час їх було лише два: А. Завгородній і О. Здиховський. Необхідно було запрошувати художників з інших міст, а для цього потрібно було забезпечити людей квартирами і майстернями. У 1966 році директор художніх приміщень В. Зізда і художник А. Завгородній звернулися в радянські і партійні органи з пропозицією побудувати на місці постраждалого від повені 1955 року дитячого садка на розі проспекта Леніна (зараз — Центральний проспект) і Інженерної вулиці будинок художника і створити організацію Спілки художників. Ідея отримала підтримку першого секретаря Миколаївського міськкому КПУ Леоніда Шараєва та секретаря обкому КПУ по промисловості і будівництву Володимира Васляєва.
Будівництво здійснювалося на пайових принципах. Автор проєкту будинку художників — архітектор Є. Я. Кіндяков. Будівництво було доручене «Облмежколхозстрою». Колектив художників брав активну участь у вирішенні організаційних і господарських питань.
Першими ще до недобудованих приміщень за рекомендаціями Спілки художників СРСР приїхали Анатолій Коптєв (Ужгород), Яків Дацко (Кишинів), Олександр Сопелкін (Дніпро). Пізніше, за два місяці до закінчення будівництва, стали приїжджати інші художники: Володимир Ольшанський (Вінниця), Віктор Лапін (Харків), Михайло Ряснянський і Серафима Сенкевич (Київ), Ігор Нечитайло, Валентина Бондарчук і Марія Бебешко (Кишинів), Микола Бережний (Омськ), Іван Юкляєвських (Львів) і Андрій Антонюк (Одеса).
Художники отримали майстерні і квартири, активно включилися в творче життя. За декілька років Миколаївська організація спілки художників стала одним з провідних творчих колективів України. У місті і області, завдяки творчості художників, з'явилися значні пам'ятники і пам'ятні знаки, монументальні комплекси. Живописні і графічні роботи увійшли до зборів багатьох музеїв України, країн СНД.
Сьогодні склад Миколаївської обласної організації Національної спілки художників України налічує близько 55 членів. Серед них живописці, графіки, скульптори, майстри декоративно-ужиткового мистецтва, мистецтвознавці. За значні досягнення в розвитку українського мистецтва багато художників отримали високі державні нагороди і почесні звання, державні премії.

## Керівники організації
У вересні 1970 року відбулися засновницькі збори Миколаївської обласної організації спілки художників України під головуванням голови правління Василя Бородая. Було обрано керівництво організації: перший голова — Віктор Іванович Лапін, відповідальний секретар — Завгородній Анатолій Петрович. Загалом організація змінила 8 голів:
- Лапін Віктор Іванович (1970—1972);
- Бережний Микола Федорович (1972—1989);
- Бурлака Валерій Сергійович (1990—1992);
- Приходько Олег Костянтинович (1992—1994);
- Озерний Михайло Іванович (1994—1997);
- Булавицький Іван Якович (1997—2005);
- Приходько Олег Костянтинович (2005—2017);
- Боляков Дмитро Леонідович (2017—2021);
- Артим Дмитро Іванович (з 2021).

## Члени спілки
- Андражевська Інна Павлівна
- Артим Дмитро Іванович
- Артим Ольга Марківна
- Артим Юлія Дмитрівна
- Бандалієв Володимир Камбарович
- Бахтов Володимир Олександрович
- Бахтова Тетяна Олександрівна
- Боляков Дмитро Леонідович
- Булавицький Іван Якович
- Булавицький Яків Іванович
- Главчев Микола Степанович
- Гоголь Ольга Борисівна
- Головін Констянтин Олександрович
- Гуменний Юрій Степанович
- Гур'єв Владислав Омелянович
- Гур'єва Юлія Валеріївна
- Завтура Світлана Анатоліївна
- Іваницька Лідія Іванівна
- Іваницький В'ячеслав Едуардович
- Коптєв Віктор Анатолiйович
- Коптєва Галина Анатоліївна
- Корнюков Юрій Костянтинович
- Кручинін Сергій Миколайович
- Кузьміних Михайло Сергійович
- Купцов Валерій Євдокимович
- Купцова Тетяна Михайлівна
- Лебідь Ольга Вікторівна
- Макушин Віктор Юрійович
- Макушин Юрій Андрійович
- Макушина Інна Вікторівна
- Малина Валерій Васильович
- Мандрикова Лариса Олександрівна
- Маркітан Олексій Віталійович
- Матвіів Ігор Ярославович
- Матійко Олександр Васильович
- Мірзоєв Євнан Ісраїлович
- Мірзоєв Рустам Євнанович
- Мяло Інна Олегівна
- Озерний Михайло Іванович
- Павлов Анатолій Петрович
- Пахомов Володимир Григорович
- Пахомова Марія Петрівна
- Пінчук Надія Леонідівна
- Плужник Геннадій Михайлович
- Покиданець Віктор Богданович
- Покиданець-Мазурок Ірина Іванівна
- Покосенко Олександр Данилович
- Портнов Дмитро Володимирович
- Приходько Олег Костянтинович
- Росляков Сергій Миколайович
- Семерньов Віктор Михайлович
- Семерньова Галина Вікторівна
- Сенкевич Серафима Федорівна
- Федорченко Володимир Іванович
- Шевченко Тетяна Володимирівна
- Ященко Леонід Григорович